# Església del Salvador (Mutxamel)
L'Església Parroquial del Salvador es troba en el centre de la vila de Mutxamel (l'Alacantí, País Valencià), en el carrer del Mestre Sala Marco, tot sent l'edifici més destacable de la localitat.
Es tracta d'un edifici religiós, la primera església va ser construïda en el segle xvi, mentre que l'església actual i la capella són del xviii, en estil barroc.

## Descripció
El temple actual adossat a la primitiva torre defensiva, actual campanar, data del segle xviii. Es tracta d'una església de planta de creu llatina d'una sola nau i capelles entre contraforts, estant aquests perforats i permetent la comunicació entre les capelles. Presenta un creuer als costats del qual se situen la sagristia i la capella de la Mare de Déu.
La coberta de la nau és amb volta de canó amb llunetes, mentre que el presbiteri cobreix amb una cúpula. L'interior s'articula per mitjà de columnes jòniques amb una galeria correguda sobre l'entaulament, solució molt utilitzada en el segle xviii. La decoració és a força de medallons i motlures d'escaiola.
L'església consta de tres accessos, dos d'ells en els braços del creuer, i el principal als peus de l'església, havent-hi quedat la façana inconclusa. La portada es divideix en dos cossos, l'inferior de llinda i el superior amb una fornícula que alberga al sant. La capella de la Verge, esmentada anteriorment, és de planta quadrada amb una cúpula amb llanternó.